# Wilma Seghetti
Wilma Seghetti (Vigasio, 7 maggio 1956) è un'ex calciatrice italiana, di ruolo portiere.

## Carriera

### Club

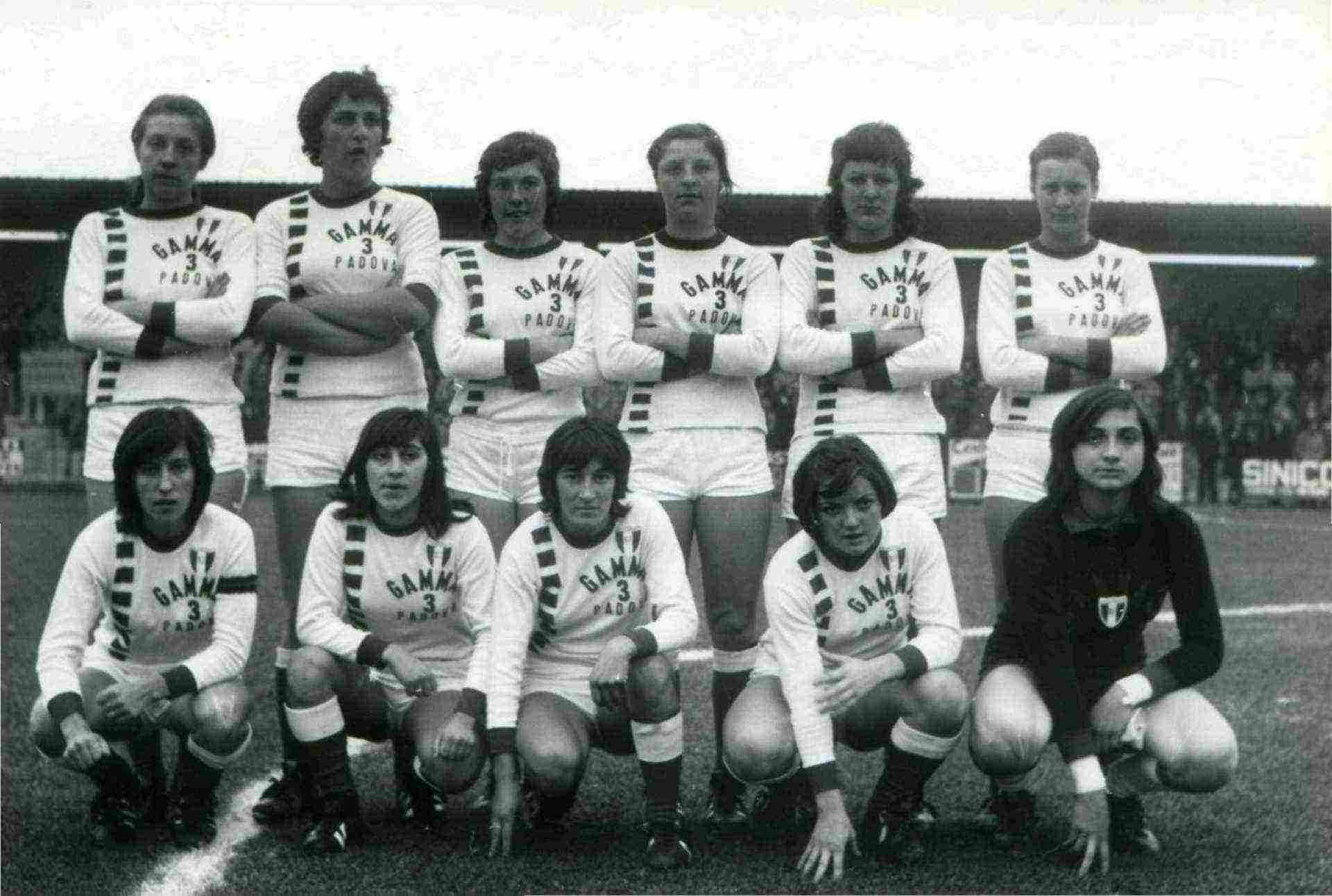
Wilma Seghetti, prima in ginocchio da destra, portiere del Gamma 3 1973 con lo scudetto del 1972 al petto.

Nel 1973 ha vinto il campionato italiano con la Gamma 3 Padova; a fine anno si è trasferita al Diadora Valdobbiadene, dove ha vinto altri due Scudetti consecutivi (nel 1976 e nel 1977). Nel 1980 e nel 1981 ha giocato sempre in massima serie con il Gorgonzola, con cui ha ottenuto un secondo ed un terzo posto in classifica, oltre a vincere una Coppa Italia nel 1980. Ha poi giocato anche nel Cagliari femminile, per una stagione, nella quale ha subito 23 reti in 24 presenze in massima serie.
Negli anni '70 è stata inoltre una delle componenti del consiglio direttivo dell'AIGC (Associazione Italiana Giocatrici di Calcio).

### Nazionale
Nel 1970 ha giocato la Coppa del Mondo femminile con la nazionale italiana, con la quale oltre a disputare anche l'edizione del 1971 del medesimo torneo ha continuato a giocare nel corso del decennio successivo.

## Palmarès

### Club

#### Competizioni nazionali
- Campionato italiano: 3

Gamma 3 Padova: 1973
Valdobbiadene: 1976, 1977
- Coppa Italia: 1

Gorgonzola: 1980